# 丁養浩
丁養浩（1451年—1528年），字師孟，號西軒，浙江杭州府仁和縣人，明朝政治人物。

## 生平
成化十三年（1477年）丁酉科浙江鄉試第九名舉人。成化二十三年（1487年）中式丁未科會試第十三名，三甲第二十三名進士。選行人，弘治五年擢河南道御史，督理南畿馬政，弘治九年（1496年）巡按貴州，出为福建按察司副使，丁母憂，歷升廣東參政、雲南右布政使，正德七年（1512年）四月官至雲南左布政使。九年正月考察以年老致仕。有《西軒效唐集錄》。

## 家族
曾祖丁忠；祖父丁祥；父丁寧，母王氏。慈侍下。子丁之喬。